# Descanse en piezas
Descanse en piezas (estrenada en anglès com Rest in pieces) és una pel·lícula coproducció hispano-estatunidenca, dirigida el 1987 pel director espanyol José Ramón Larraz i protagonitzada per actors estatunidencs.

## Argument
Hellen i Bon són un jove matrimoni estatunidenc que viatja a Espanya per a fer-se càrrec d'una herència consistent en una urbanització de vuit xalets que pertanyia a una tia seva, que es va suïcidar. Quan arriben, veuen que les casa estan habitades per uns personatges sinistres, que resulten ser morts vivents i que els fan la vida impossible.

## Repartiment
- Scott Thompson Baker - Bob Hewitt
- Lorin Jean Vail - Helen Hewitt
- Dorothy Malone - Catherine Boyle
- Jack Taylor - David Hume
- Patty Shepard - Gertrude Stein

## Guardons
Fou candidata al Goya als millors efectes especials de 1987.